# 성종 (조선)
성종(成宗, 1457년 8월 28일(음력 7월 30일) ~ 1495년 1월 29일(1494년 음력 12월 24일))은 조선의 제9대 국왕(재위 : 1469년 음력 11월 28일 ~ 1494년 음력 12월 24일)이다. 본명은 혈(娎), 묘호는 성종(成宗)이며 시호는 강정인문헌무흠성공효대왕(康靖仁文憲武欽聖恭孝大王)이다.
세조의 장남인 의경세자의 둘째 아들로 태어났으나, 아버지 의경세자가 요절하자 왕위 계승권에서 제외되었기에, 조부 세조 사후에 숙부인 예종이 즉위하였다. 숙부 예종이 즉위 14개월 만에 죽었을 때 예종의 적장자 제안대군과 성종의 친형인 월산대군을 뒤로하고 즉위하였는데, 이는 할머니인 정희왕후와 훈구파 대신들의 추대에 의한 것으로, 서열을 뛰어넘은 즉위 과정으로 인해 왕이 된 뒤 정치적인 입지가 매우 좁았다.
정희왕후의 섭정 7년 동안 저자세로 일관하며 때를 기다리다가, 1476년 친정이 시작되자 태종과 세조에 의해 숙청된 사림파를 중용한 후 원상제를 폐지하며 훈구파를 견제하기 시작했다. 억불숭유 정책을 추진하며, 경연을 되살리고, 1485년에 경국대전을 완성, 반포하여 조선 유교정치의 틀을 닦는 업적을 세웠다. 이후 성리학적 통치 규범을 지키고 왕도정치를 구현하려 노력하였다. 1479년에 계비 윤씨를 폐출시킨 사건은 훗날 연산군에 의한 갑자사화(1504)의 원인이 되는 불행사가 되고 말았다. 3명의 왕비와 8명의 후궁을 통해 16남 12녀를 두었다.

## 생애

### 탄생과 성장

성종대왕 태실비 (창경궁 경내에 위치)

성종은 1457년 음력 7월 30일, 세조의 맏아들인 의경세자와 세자빈 한씨의 둘째 아들로 태어났다.
아명은 경신(慶新)이고 휘는 혈(娎)이다. 그는 어려서부터 총명하였고, 일찍부터 행동거지가 매우 침착하였다고 전해진다. 세조 때 궁궐에 내려친 벼락에 맞아 한 환관이 즉사하였던 일이 있었는데, 그의 형 월산대군이나 다른 내관들은 이 같은 상황에 어쩔 줄 몰라 하였으나, 그는 태연히 서 있었다고 한다. 이 일로 그는 세조로부터 태조와 세종을 닮아 기상과 학식이 뛰어날 것이라는 칭찬과 귀여움을 받았다.
그러나 그가 태어난지 얼마 지나지 않아 아버지 의경세자가 갑자기 사망하면서 그는 어머니 세자빈 한씨와 함께 궁밖으로 나가게 된다. 조부 세조는 특별히 한씨를 수빈으로 봉하고, 궁궐에 살아도 좋다고 하였으나 한씨는 사저로 물러 앉는다. 이때 그는 어린 나이에도 곤궁한 생활에 대한 불평불만이 없었다 하며, 자신의 속내를 쉽게 드러내지 않았다. 한명회와 신숙주 등은 이점에 착안하여 월산대군 대신 그를 선택하게 된다. 또한 한명회의 딸과 가례를 올렸고, 신숙주의 조카딸이 그의 계비인 폐비 윤씨인 점이 왕위 계승에도 보다 유리하게 작용하게 된다.

### 잠저 시절
1461년(세조 6년) 5살이 되던 해에 자을산군(者乙山君)으로 봉해졌다. 그러나 수빈 한씨는 꾸준히 대궐에 출입하면서 한명회, 신숙주 등과 교류하였고, 한명회의 딸 중의 한 명을 자을산군과 결혼시킨다.
1468년 세조가 죽자 그의 첫번째 아들이었던 의경세자의 동생인 해양대군이 예종으로 즉위하면서 잘산군(乽山君)에 봉해졌다. 1469년 예종은 즉위한 지 14개월 만에 승하하였다. 당시 예종의 아들인 제안대군은 3살이었고, 잘산군의 친형인 월산군은 병환 중이었기 때문에 정희왕후의 명령에 따라 1469년(예종 1년) 음력 11월 28일에 경복궁에서 즉위하였다. 성종의 즉위 배경에는 정희왕후의 의지 외에 그의 장인이었던 한명회의 생각과 어린 그를 즉위시킴으로써 막후에서 영향력을 행사하려던 신숙주 등의 훈신들의 이해관계가 두루 작용한 결과이기도 했다.
성종은 가뭄이 들면 자주 수반(水飯)을 들었다. 물에 밥을 말아 먹는 수반은 자연재해를 극복하고자 하는 자신의 도덕성을 과시하는 측면도 있었지만, 본질적으로 속이 타는 체질의 특성이 드러난 것이다. 즉위 직후 원상 김질이 “비위는 찬 것을 싫어하므로 수반이 비위를 상할까 염려합니다”라며 걱정하자 “경의 말과 같다면 매양 건식을 올려야 하겠는가”라고 성질 급하게 반박했다. 수반을 자주 먹는 습관은 설사로 이어졌다.

### 즉위 이후

#### 수렴 청정 기간
예종에게 아들 제안대군 현이 있었음에도, 그는 예종의 양자 자격으로 즉위하였다. 이후 조선의 열성계서도, 왕통에서는 성종은 예종의 사자로 나타나고, 의경세자는 생부, 덕종 추존 이후에도 그의 생부로 표기된다.
반발세력을 무마하고자 왕위계승권에서 밀려난 월산대군과 제안대군을 군에서 대군으로 책봉하고 이들을 좌리공신에 임명하였다. 13살의 어린 나이에 왕위에 올랐기 때문에, 즉위 초반에는 할머니인 자성대왕대비 윤씨의 수렴청정을 받았다. 당시 유력한 국왕 후보들을 모두 제치고 한명회와 정희왕후의 뜻에 따라 왕위에 올랐던 만큼 섭정을 받은 7년 동안 국정의 모든 결정권은 신숙주, 한명회 등의 원로대신들에게 있었다.
그러나 수렴청정을 끝낸 1476년(성종 7년)부터는 원로대신들이 국정의 중요한 결정에 참여하는 원상 제도를 폐지하여 결재권을 되찾았다. 친정을 시작한 이후 그는 할아버지 세조가 권신들을 견제할 목적으로 길재-김숙자 등의 문인들을 적극 등용한 것을 참작, 김종직의 문하생들을 새로 대거 등용한다.

#### 생부 의경세자 추존
성종은 작은 아버지인 예종의 양자로 입적하여 즉위하였는데, 1475년인 을미년(乙未年)에 회간대왕(의경세자, 성종의 생부)의 신주를 종묘에 올리는 것을 두고 조정에서 성종의 아버지에 대한 문제가 다시 논의되기 시작하였다.
영의정 정창손(鄭昌孫), 정인지(鄭麟趾)를 비롯한 대신들은 "의경세자의 신주를 종묘에 올리게 된다면 왕실의 계통(대종)에서 아버지가 두 분인 것과 같고, 예경(禮經)에도 어긋나는 일입니다."를 이유로 들어 반대하였으나,, 대왕대비 윤씨가 나서 "의경세자는 명(命)을 받아 왕세자(王世子)가 되고, 명을 받아 왕(王)이 되었으며, 또 원래는 대종(大宗)이고, 예종이 비록 명을 받아 왕이 되었더라도 먼저 신하의 예를 의경세자에게 하였거늘, 하물며 의경세자는 예종의 친형이니, 예종의 위에 둔들 무엇이 해롭겠는가?"하여 되물었으며, 배맹달(裵孟達), 임수겸(林守謙), 홍경손(洪敬孫), 권윤(權綸)등의 대신들도 대왕대비 윤씨의 의견에 동조하여 "의경세자는 세조조(世祖朝)에 있어서 이미 세자(世子)로 봉(封)하였으므로 안으로는 계승(繼承)한 바가 있고, 명나라 황제가 특히 고명(誥命)을 내려 주었으므로 위로도 주품(奏稟)한 바가 있습니다. 이제 전하께서는 의경세자의 친자(親子)로서 대통을 계승하셨으니, 의경세자의 신주를 종묘에 올리는 것이 마땅합니다."라고 거들었다. 이후 조정의 논의가 계속되었으나 타협점을 찾지 못한 채 시간이 흘러가자 성종은 확고한 의지로 의경세자(덕종)의 신주를 종묘에 올리라는 절차 준비 명을 예조에 내렸고 반대파 대신들의 상소가 잇따랐다. 결국 1476년 1월 9일에 의경세자(덕종)의 신주를 받들어 종묘에 안치함으로써 성종이 예종의 법자가 아닌, 덕종(의경세자)의 친자로서 왕위를 계승함을 확인하였다.

#### 폐비 윤씨 폐출과 사사
첫 왕비였던 공혜왕후가 18세의 나이에 요절하자 자신의 후궁 가운데 숙의 윤씨를 왕비로 간택하고, 왕비로 책봉하였다. 그러나 윤씨는 성종이 다른 후궁을 찾자 공공연히 질투심을 드러내고 독약인 비상이 발각되는 등의 문제를 일으켰다. 성종의 어머니 인수대비는 분노하여 윤씨의 투기를 계속 지적하였고, 원로 훈신들은 윤씨를 계속 탄핵하였다. 1479년 윤씨는 왕비에서 폐출, 사저로 내쫓겼나  폐비 윤씨가 되었다. 그 뒤 양사의 언관들이 폐비를 사사해야 된다는 여론을 조성하자 그는 원자의 생모임을 들어 반대하였으나, 양사의 거듭된 탄핵을 이기지 못하고 폐비 윤씨에게 사약을 내린다. 그 뒤 왕비 간택 건의가 있었으나 이를 뿌리치고 다른 후궁인 숙의 윤씨를 왕비로 삼았는데 정현왕후로 중종의 생모가 된다.

#### 친정과 사림파 등용
임사홍, 유자광 등의 권신들을 축출하는 한편, 성균관을 비롯한 각 도의 향학에 전결과 서적을 주어 교육과 문화의 진흥에 힘썼으며, 김종직 등 사림파를 과감히 등용함으로써 신진세력을 형성시키고 정치적 기반을 만들었다. 이는 후대 선조 시기 사림정치의 완성으로 나타난다.
성종의 치세는 ‘문화의 황금기’라고 불렸을 만큼 세종과 세조가 이룩해 놓은 치적들을 바탕으로 빛나는 문화 정책을 펴 나간 시기였다. 1474년(성종 5년)에는 《경국대전》을 완성하여 반포했으며 1492년에는 경국대전을 보충한 《대전속록》과 《동국여지승람》, 《동국통감》, 《동문선(東文選)》 등 다양한 서적을 편찬·간행했다. 세조 때 폐지된 집현전과 비슷한 역할을 맡은 홍문관을 설치하는 한편, 문신 중에서 뛰어난 재주를 가진 인물을 골라 집에서 독서하게 하는 호당제도를 실시하는 등 문화 발전에 이바지했다. 또한 승려들을 엄하게 통제하고 대부분의 사찰을 폐쇄하는 등 숭유억불 정책을 철저하게 실천했다.
대외적으로는 1479년(성종 10년) 윤필상(尹弼商)으로 하여금 압록강 주변의 여진족을 몰아내고 1491년(성종 22년) 허종(許琮)을 파견하여 두만강 일대의 여진족 소굴을 소탕하고, 이듬해에는 이계동(李季同)을 함길도 일대에 파견하여 여진족의 침략을 대비하는 등 북방 방비에 힘썼다.농경으로 자급자족이 가능한 연변, 혼춘 일대도 다시 되찾으려고 했으나 조선의 신하들이 명나라 때문에 반대했으며 쓰시마 정벌 때문에 실행이 무산되고 만다.

### 최후

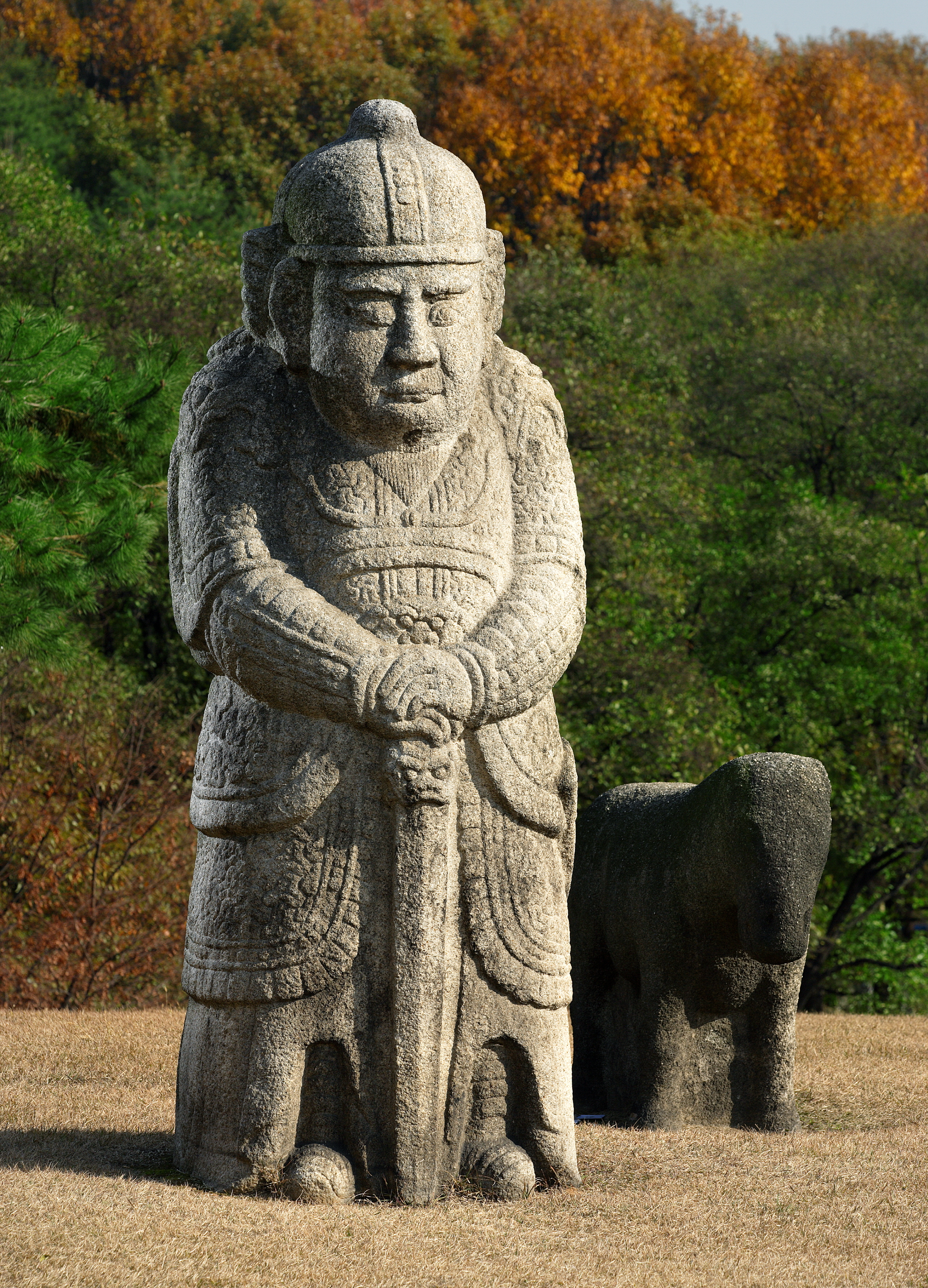
서울 선릉과 정릉 선릉 동측무석인 측면. 국립문화재연구원 촬영.

성종은 동물을 좋아하였는데 궁궐 후원에 사슴과 강아지, 고양이 등을 데려다가 기르기도 했다. 성종은 1494년 가을부터 폐결핵과 천식 등의 폐병, 기허증, 서증(暑症, 일종의 더위 먹은 병), 두통 등으로 병석에 누웠고, 등창까지 생겼다. 병석에 누운 상태에서 배꼽 밑에 갑자기 종기가 생겼고 이게 급격하게 악화되었다. 승하 직전 대사면령을 내리긴 했지만 병세는 나아지지 않았다. 성종은 1495년 양력 1월 20일 (1494년 음력 12월 24일) 창덕궁 대조전(大造殿)에서 폐결핵과 천식 등의 폐병 합병증과 두통, 기허증, 서증, 등창, 피부종기 등의 후유증으로 39세를 일기로 승하하였다. 능은 선릉(宣陵)이며, 현재 서울특별시 강남구 삼성동에 2계비 정현왕후와 함께 안장되어 있다.

### 사후
묘호는 조선의 모든 법제와 정비를 완성시켰다는 뜻을 담은 성종(成宗)으로 정해졌는데, 빈청에서는 성종의 덕을 표현하려면 인종(仁宗)으로 정해야 한다고 여러 차례 주장했으나 결국 원래대로 갔으며, '인종(仁宗)'이란 묘호는 그의 차남 중종과 며느리 장경왕후 사이에서 태어난 손자 인종이 받게 된다.
그는 폐비 윤씨 사사 사건 문제를 자신의 사후 100년간 언급하지 말 것을 유언으로 남겼다. 그러나 이 유언은 지켜지지 않고 임사홍에 의해 거론돼 친어머니의 비참한 죽음을 안 연산군이 분노하여 폐비 윤씨에게 사약을 들고 간 이세좌 등을 죽이면서 폐비 윤씨의 죽음과 관련된 신하들의 대량 학살로 이어졌다. 사림파에서 이때의 성종 유언을 지적하며 폐비 윤씨의 추숭을 적극 반대한 것은 연산군 폭정의 한 원인이 된다.

## 가족 관계
|                 |                   | 출생                                               | 사망                                                                     |
| --------------- | ----------------- | -------------------------------------------------- | ------------------------------------------------------------------------ |
| 조선 제9대 국왕 | 성종대왕 成宗大王 | 1457년 8월 28일 (음력 7월 30일) 조선 한성부 세자궁 | 1495년 1월 29일 (1494년 음력 12월 24일) (37세) 조선 한성부 창덕궁 대조전 |

|  |                        |  |  |  |  |  |  |  |  |  |  |  |  |  |  |  |
|  | 세종                   |  |  |  |  |  |  |  |  |  |  |  |  |  |  |  |
|  |                        |  |  |  |  |  |  |  |  |  |  |  |  |  |  |  |
|  |                        |  |  |  |  |  |  |  |  |  |  |  |  |  |  |  |
|  | 세조                   |  |  |  |  |  |  |  |  |  |  |  |  |  |  |  |
|  |                        |  |  |  |  |  |  |  |  |  |  |  |  |  |  |  |
|  |                        |  |  |  |  |  |  |  |  |  |  |  |  |  |  |  |
|  | 소헌왕후 심씨          |  |  |  |  |  |  |  |  |  |  |  |  |  |  |  |
|  |                        |  |  |  |  |  |  |  |  |  |  |  |  |  |  |  |
|  |                        |  |  |  |  |  |  |  |  |  |  |  |  |  |  |  |
|  | 덕종                   |  |  |  |  |  |  |  |  |  |  |  |  |  |  |  |
|  |                        |  |  |  |  |  |  |  |  |  |  |  |  |  |  |  |
|  |                        |  |  |  |  |  |  |  |  |  |  |  |  |  |  |  |
|  | 파평부원군 윤번        |  |  |  |  |  |  |  |  |  |  |  |  |  |  |  |
|  |                        |  |  |  |  |  |  |  |  |  |  |  |  |  |  |  |
|  |                        |  |  |  |  |  |  |  |  |  |  |  |  |  |  |  |
|  | 정희왕후 윤씨          |  |  |  |  |  |  |  |  |  |  |  |  |  |  |  |
|  |                        |  |  |  |  |  |  |  |  |  |  |  |  |  |  |  |
|  |                        |  |  |  |  |  |  |  |  |  |  |  |  |  |  |  |
|  | 흥녕부대부인 인천 이씨 |  |  |  |  |  |  |  |  |  |  |  |  |  |  |  |
|  |                        |  |  |  |  |  |  |  |  |  |  |  |  |  |  |  |
|  |                        |  |  |  |  |  |  |  |  |  |  |  |  |  |  |  |
|  | 성종                   |  |  |  |  |  |  |  |  |  |  |  |  |  |  |  |
|  |                        |  |  |  |  |  |  |  |  |  |  |  |  |  |  |  |
|  |                        |  |  |  |  |  |  |  |  |  |  |  |  |  |  |  |
|  | 한영정                 |  |  |  |  |  |  |  |  |  |  |  |  |  |  |  |
|  |                        |  |  |  |  |  |  |  |  |  |  |  |  |  |  |  |
|  |                        |  |  |  |  |  |  |  |  |  |  |  |  |  |  |  |
|  | 서원부원군 한확        |  |  |  |  |  |  |  |  |  |  |  |  |  |  |  |
|  |                        |  |  |  |  |  |  |  |  |  |  |  |  |  |  |  |
|  |                        |  |  |  |  |  |  |  |  |  |  |  |  |  |  |  |
|  | 의성 김씨              |  |  |  |  |  |  |  |  |  |  |  |  |  |  |  |
|  |                        |  |  |  |  |  |  |  |  |  |  |  |  |  |  |  |
|  |                        |  |  |  |  |  |  |  |  |  |  |  |  |  |  |  |
|  | 소혜왕후 한씨          |  |  |  |  |  |  |  |  |  |  |  |  |  |  |  |
|  |                        |  |  |  |  |  |  |  |  |  |  |  |  |  |  |  |
|  |                        |  |  |  |  |  |  |  |  |  |  |  |  |  |  |  |
|  | 홍여방                 |  |  |  |  |  |  |  |  |  |  |  |  |  |  |  |
|  |                        |  |  |  |  |  |  |  |  |  |  |  |  |  |  |  |
|  |                        |  |  |  |  |  |  |  |  |  |  |  |  |  |  |  |
|  | 남양부부인 남양 홍씨   |  |  |  |  |  |  |  |  |  |  |  |  |  |  |  |
|  |                        |  |  |  |  |  |  |  |  |  |  |  |  |  |  |  |
|  |                        |  |  |  |  |  |  |  |  |  |  |  |  |  |  |  |
|  | 동래 정씨              |  |  |  |  |  |  |  |  |  |  |  |  |  |  |  |
|  |                        |  |  |  |  |  |  |  |  |  |  |  |  |  |  |  |
|  |                        |  |  |  |  |  |  |  |  |  |  |  |  |  |  |  |

|      |                                                                             | 본관 | 생몰년          | 부모                                                                | 비고                         |
| ---- | --------------------------------------------------------------------------- | ---- | --------------- | ------------------------------------------------------------------- | ---------------------------- |
| 법부 | 예종대왕 睿宗大王                                                           | 전주 | 1450년 - 1470년 | 세조대왕 世祖大王 정희왕후 윤씨 貞熹王后 尹氏                       | 제8대 국왕                   |
| 법모 | 장순왕후 한씨 章順王后 韓氏                                                 | 청주 | 1445년 - 1462년 | 상당부원군 한명회 上黨府院君 韓明澮 황려부부인 민씨 黃驪府夫人 閔氏 | 1472년(성종 3년) 왕후로 추존 |
| 법모 | 안순왕후 한씨 安順王后 韓氏 인혜왕대비 仁惠王大妃 인혜대왕대비 仁惠大王大妃 | 청주 | 1445년 - 1498년 | 청천부원군 한백륜 淸川府院君 韓伯倫 서하부부인 인씨 西河府夫人 任氏 |                              |
| 부   | 덕종대왕 德宗大王 의경세자 懿敬世子                                         | 전주 | 1438년 - 1457년 | 세조대왕 世祖大王 정희왕후 윤씨 貞熹王后 尹氏                       | 추존 국왕                    |
| 모   | 소혜왕후 한씨 昭惠王后 韓氏 인수왕대비 仁粹王大妃 인수대왕대비 仁粹大王大妃 | 청주 | 1437년 - 1504년 | 서원부원군 한확 西原府院君 韓確 남양부부인 홍씨 南陽府夫人 洪氏     |                              |

| 시호    | 시호                                              | 본관 | 이름      | 생몰년          | 부모                                                               | 비고                                                |
| ------- | ------------------------------------------------- | ---- | --------- | --------------- | ------------------------------------------------------------------ | --------------------------------------------------- |
| 정비    | 공혜왕후 한씨 恭惠王后 韓氏                       | 청주 | 송이 松伊 | 1456년 - 1474년 | 상당부원군 한명회 上黨府院君 韓明澮 황려부부인민씨 黃驪府夫人 閔氏 | 예종비 장순왕후의 동생                              |
| 제1계비 | 폐제헌왕후 윤씨 廢齊獻王后 尹氏                   | 함안 |           | 1455년 - 1482년 | 윤기견 尹起畎 고령 신씨 高靈 申氏                                  | - 성종 10년(1479년) 폐위 - 성종 13년(1482년) 사사됨 |
| 제2계비 | 정현왕후 윤씨 貞顯王后 尹氏 자순왕대비 慈順王大妃 | 파평 | 창년 昌年 | 1462년 - 1530년 | 영원부원군 윤호 鈴原府院君 尹壕 연안부부인 전씨 延安府夫人 田氏    |                                                     |

| 작호 | 작호                | 본관 | 이름          | 생몰년          | 부모                              | 비고                     |
| ---- | ------------------- | ---- | ------------- | --------------- | --------------------------------- | ------------------------ |
| 빈   | 명빈 김씨 明嬪 金氏 | 안동 |               | 미상            | 김작 金碏 동래 정씨 東萊 鄭氏     |                          |
| 귀인 | 귀인 엄씨 貴人 嚴氏 | 영월 | 은소사 銀召史 | 미상 - 1504년   | 엄산수 嚴山壽 남양 홍씨 南陽 洪氏 | 갑자사화에 연루되어 사망 |
| 귀인 | 귀인 정씨 貴人 鄭氏 | 초계 | 금이 金伊     | 미상 - 1504년   | 정인석 鄭仁石 미상                | 갑자사화에 연루되어 사망 |
| 귀인 | 귀인 권씨 貴人 權氏 | 안동 |               | 1471년 - 1500년 | 권수 權壽 한씨 韓氏               |                          |
| 귀인 | 귀인 남씨 貴人 南氏 | 의령 | ㅠ            | 미상            | 남흔 南炘 전주 이씨 全州 李氏     |                          |
| 소의 | 소의 이씨 昭儀 李氏 | 미상 |               | 미상            | 미상                              |                          |
| 숙의 | 숙의 홍씨 淑儀 洪氏 | 남양 |               | 1457년 - 1510년 | 홍일동 洪逸童 남평 문씨 南平 文氏 |                          |
| 숙의 | 숙의 하씨 淑儀 河氏 | 진주 |               | 미상            | 미상                              |                          |
| 숙의 | 숙의 정씨 淑儀 鄭氏 | 미상 |               | 미상            | 미상                              |                          |
| 숙용 | 숙용 심씨 淑容 沈氏 | 청송 |               | 1465년 - 1515년 | 심말동 沈末同 성주 이씨 星州 李氏 |                          |
| 숙용 | 숙용 권씨 淑容 權氏 | 미상 |               | 미상            | 미상                              |                          |
| 숙원 | 숙원 윤씨 淑媛 尹氏 | 미상 |               | 미상 - 1533년   | 미상                              |                          |

| 작호 | 작호                                | 이름      | 생몰년          | 생모          | 배우자                                                                              | 비고                            |
| ---- | ----------------------------------- | --------- | --------------- | ------------- | ----------------------------------------------------------------------------------- | ------------------------------- |
| 1    | ▨▨대군 ▨▨大君                       | 효신 孝信 | 1474년 - 1475년 | 폐비 윤씨     |                                                                                     |                                 |
| 2    | 연산군 燕山君                       | 융 㦕     | 1476년 - 1506년 | 폐비 윤씨     | 폐비 신씨 廢妃 慎氏                                                                 | 제10대 국왕 중종반정으로 폐위됨 |
| 3    | ▨▨대군 ▨▨大君                       |           | 미상 - 1479년   | 폐비 윤씨     |                                                                                     |                                 |
| 4    | 계성군 桂城君                       | 순 恂     | 1480년 - 1504년 | 숙의 하씨     | 안성군부인 원씨 安城郡夫人 元氏                                                     |                                 |
| 5    | 안양군 安陽君                       | 항 㤚     | 1480년 - 1505년 | 귀인 정씨     | 면천군부인 구씨 沔川郡夫人 具氏                                                     | 연산군 11년(1505년) 사사됨      |
| 6    | 완원군 完原君                       | 수 𢢝     | 1481년 - 1509년 | 숙의 홍씨     | 면천군부인 최씨 沔川郡夫人 崔氏 정선군부인 허씨 旌善郡夫人 許氏                     |                                 |
| 7    | 회산군 檜山君                       | 염 恬     | 1482년 - 1512년 | 숙의 홍씨     | 영원군부인 안씨 寧原郡夫人 安氏                                                     |                                 |
| 8    | 봉안군 鳳安君                       | 봉 㦀     | 1482년 - 1505년 | 귀인 정씨     | 의춘군부인 조씨 宜春郡夫人 趙氏                                                     | 연산군 11년(1505년) 사사됨      |
| 9    | 견성군 甄城君                       | 돈 惇     | 1482년 - 1507년 | 숙의 홍씨     | 영양군부인 신씨 永陽郡夫人 申氏                                                     | 중종 2년(1507년) 사사됨         |
| 10   | ▨▨군 ▨▨君                           | 견석 堅石 | 1486년 - 미상   | 숙용 권씨     |                                                                                     |                                 |
| 11   | 중종대왕 中宗大王 진성대군 晉城大君 | 역 懌     | 1488년 - 1544년 | 정현왕후 윤씨 | 단경왕후 신씨 端敬王后 慎氏 장경왕후 윤씨 章敬王后 尹氏 문정왕후 윤씨 文定王后 尹氏 | 제11대 국왕                     |
| 12   | 익양군 益陽君                       | 회 懷     | 1488년 - 1552년 | 숙의 홍씨     | 순천군부인 정씨 順川郡夫人 鄭氏                                                     |                                 |
| 13   | 이성군 利城君                       | 관 慣     | 1489년 - 1553년 | 숙용 심씨     | 곤산군부인 문씨 昆山郡夫人 文氏 풍산군부인 권씨 豊山郡夫人 權氏                     |                                 |
| 14   | 경명군 景明君                       | 침 忱     | 1489년 - 1526년 | 숙의 홍씨     | 강양군부인 윤씨 江陽郡夫人 尹氏                                                     |                                 |
| 15   | 전성군 全城君                       | 변 忭     | 1490년 - 1505년 | 귀인 권씨     | 단양군부인 권씨 丹陽郡夫人 權氏                                                     |                                 |
| 16   | 무산군 茂山君                       | 종 悰     | 1490년 - 1525년 | 명빈 김씨     | 영양군부인 신씨 永陽郡夫人 申氏                                                     |                                 |
| 17   | 영산군 寧山郡                       | 전 恮     | 1490년 - 1538년 | 숙용 심씨     | 금릉군부인 심씨 金陵郡夫人 沈氏 교성군부인 정씨 交城郡夫人 鄭氏                     |                                 |
| 18   | 운천군 雲川君                       | 인 𪬦     | 1491년 - 1524년 | 숙의 홍씨     | 학성군부인 권씨 鶴城郡夫人 權氏                                                     |                                 |
| 19   | 양원군 楊原君                       | 희 憘     | 1491년 - 1551년 | 숙의 홍씨     | 문천군부인 조씨 文川郡夫人 趙氏 양근군부인 류씨 楊根郡夫人 柳氏                     |                                 |

| 작호 | 작호                                | 이름           | 생몰년                        | 생모          | 배우자                      | 비고                           |
| ---- | ----------------------------------- | -------------- | ----------------------------- | ------------- | --------------------------- | ------------------------------ |
| 1    | 순숙공주 順淑公主 신숙공주 愼淑公主 |                | 1478년 - 1488년               | 정현왕후 윤씨 |                             |                                |
| 2    | 혜숙옹주 惠淑翁主                   | 수란 秀蘭 壽蘭 | 1478년 - 미상                 | 숙의 홍씨     | 고원위 신항 高原尉 申沆     |                                |
| 3    | 숙신옹주 淑愼翁主                   |                | 1478 - 1487년 1478년 - 1489년 | 미상          |                             | 상반된 기록이 존재             |
| 4    | 휘숙옹주 徽淑翁主 혜신옹주 惠愼翁主 |                | 미상                          | 명빈 김씨     | 풍원위 임숭재 豊原尉 任崇載 |                                |
| 5    | 공신옹주 恭愼翁主                   |                | 1481년 - 1549년               | 귀인 엄씨     | 청녕위 한경침 淸寧尉 韓景琛 |                                |
| 6    | 경순옹주 慶順翁主                   | 옥환 玉環      | 1482년 - 미상                 | 숙용 심씨     | 의성위 남치원 宜城尉 南致元 |                                |
| 7    | 경숙옹주 敬淑翁主                   | 합환 合歡      | 1483년 - 몰년 미상            | 명빈 김씨     | 여천위 민자방 驪川尉 閔子芳 | 선조의 후궁 정빈 민씨의 증조모 |
| 8    | ▨▨공주 ▨▨公主                       |                | 1485년 - 1486년               | 정현왕후 윤씨 |                             |                                |
| 9    | 정순옹주 靜順翁主                   | 복란 福蘭      | 1486년 - 미상                 | 숙의 홍씨     | 봉성위 정원준 奉城尉 鄭元俊 |                                |
| 10   | 숙혜옹주 淑惠翁主                   | 벽환 碧環      | 1486년 - 1525년               | 숙용 심씨     | 한천위 조무강 漢川尉 趙無彊 |                                |
| 11   | 경휘옹주 慶徽翁主                   | 정복 貞福      | 생년 미상 - 1525년            | 숙용 권씨     | 영원위 윤내 鈴原尉 尹鼐     |                                |
| 12   | 휘정옹주 徽靜翁主                   | 복▨ 福▨        | 생몰년 미상                   | 명빈 김씨     | 의천위 남섭원 宜川尉 南燮元 |                                |
| 13   | 정혜옹주 靜惠翁主                   | 승복 承福      | 1490년 - 1507년               | 귀인 정씨     | 청평위 한기 淸平尉 韓紀     |                                |
| 14   | ▨▨공주 ▨▨公主                       |                | 1490년 - 1490년               | 정현왕후 윤씨 |                             |                                |
| 15   | 정숙옹주 靜淑翁主                   | 여란 如蘭      | 1493년 - 1573년               | 숙의 홍씨     | 영평위 윤섭 鈴平尉 尹燮     |                                |

## 성종이 등장하는 작품
| - 《사모곡》 (TBC, 1972년 배우:이묵원) - 《설중매》 (MBC, 1984년~1985년 배우:길용우) - 《한명회》 (KBS, 1994년 배우:박진성, 아역:최강원, 고동현) - 《장녹수》 (KBS, 1995년 배우:현석) - 《왕과 비》 (KBS, 1998년~2000년 배우:이진우, 아역:김민우) - 《왕과 나》 (SBS, 2007년~2008년 배우:고주원, 아역:유승호) - 《인수대비》 (JTBC, 2012년~2013년 배우:백성현, 아역:최원홍, 이태우) - 《역적》 (MBC, 2017년 배우:최무성) - 《7일의 왕비》 (KBS, 2017년 배우:김정학) | - 윤순홍 - 1985년 《어우동》 영화 - 윤양하 - 1988년 《연산일기》 영화 - 유장영 - 2015년 《어우동》 영화 |

## 기타

### 서자 차별의 강화
성종은 태종때 내려진 적서 차별과 서자의 관직 제한을 구체적인 조항으로 명시하여 반포하고, 이를 경국대전에 수록하게 한다. 이때부터 서자(庶子)들은 본격적으로 차별대우를 받게 된다.
1471년(성종 2년)에 반포, 실시된 경국대전에는 다음과 같은 규정이 있다. 이는 사림파 학자들의 건의를 수용한 성종의 특명으로 삽입한 것이다.
실행(失行)한 부녀 및 재가한 여자의 자손은 동서의 관직에 임명하지 말라

문무관 2품 이상 관리의 양첩 자손에게는 정3품으로 한정하고 천첩 자손에게는 정5품으로 한정한다. ...(이하 중략)...
 7품 이하 관리부터 관직이 없는 자의 양첩의 자손에게는 정5품으로 한정하고
천첩 자손 및 그밖에 천인으로 양민이 된 자는 정7품에 한정한다. ...(이하 생략)... 
재가(재혼)하거나 실행한 부녀의 아들 및 손자, 서얼의 자손은 문과를 응시하지 못하게 하라
 — 출처 : 이이화, 한국의 파벌 (어문각, 1983) 225페이지
이후 김종직, 김굉필 등은 한때 서자라는 이유로 차별하는 것은 옳지 못하다는 의견을 피력하였으나 받아들여지지 않았다.

### 폐비 윤씨 문제
성종은 유지(유언)를 내려 자신의 사후 100년 동안 폐비 윤씨를 사사한 것을 공론하지 못하도록 규정하였다. 그러나 아들 세자 융은 성종의 유지를 앞세운 사림파들의 반대에도 불구하고 이 유지를 깨고, 폐비 윤씨 사사 사건을 재조사한다.

## 같이 보기
- 조선왕조실록
- 조선 왕 가계도
- 폐비 윤씨
- 월산대군
- 인수대비
- 김숙자
- 김종직

 이 문서에는 국립문화재연구원에서 공공누리 제1유형으로 배포된 〈자료〉를 바탕으로 한 내용이 포함되어 있습니다. 